# Prosthiostomum latocelis
Prosthiostomum latocelis är en plattmaskart. Prosthiostomum latocelis ingår i släktet Prosthiostomum och familjen Prosthiostomidae. Inga underarter finns listade i Catalogue of Life.